# Tripterodon orbis
Tripterodon orbis – gatunek ryby z rodziny szpadelkowatych (Ephippidae), jedyny przedstawiciel rodzaju Tripterodon.